# Auzène
Die Auzène ist ein Fluss in Frankreich, der im Département Ardèche in der Region Auvergne-Rhône-Alpes verläuft. Sie entspringt am Champ du Mars, im Gemeindegebiet von Saint-Julien-du-Gua, hart an der Grenze zu den Nachbargemeinden  Saint-Joseph-des-Bancs und Genestelle. Sie entwässert generell Richtung Ost bis Nordost durch den Regionalen Naturpark Monts d’Ardèche und mündet nach rund 22 Kilometern beim Weiler Le Moulinon, im Gemeindegebiet von Saint-Sauveur-de-Montagut, als rechter Nebenfluss in den Eyrieux. 

## Orte am Fluss
- Saint-Julien-du-Gua
- Pont d’Auzène, Gemeinde Saint-Étienne-de-Serre
- Le Moulinon, Gemeinde Saint-Sauveur-de-Montagut